# 동물나라 샤코롱
《동물나라 샤코롱》은 매직영상이 제작한 대한민국의 애니메이션으로 2009년 3월 25일부터 7월 1일까지 MBC TV에서 방영했다.

## 목소리 출연
- 윤미나: 샤코롱
- 전광주: 파우
- 김필진: 빙돌이
- 이윤희: 옹이
- 이상헌: 투투

## 제작진
오프닝 크레딧
- 책임 프로듀서: 이병덕
- 기획: 전흥덕
- 총감독: 곽대영

엔딩 크레딧
- 책임 프로듀서: 이병덕
- 기획: 전흥덕
- 총감독: 곽대영
- 작품 감수: 이관철
- 시나리오: 문지현
- 캐릭터 디자인: 강용호
- 스토리 보드: 유정범
- 배경 디자인: 이정은
- 애니메이션 감독: 이희봉
- 원화: 강지수, 김두환
- 동화 작감: 오은숙
- 동화: 최미영, 최미자, 이은경
- 디지털 채색: 이지수, 이정혜, 박연순, 남정주, 김명옥, 김명혜, 홍혜연, 박명숙
- 배경 감독: 곽보영
- 배경: 이정은, 안영란
- 디지털 촬영: 최용영, 이광휘
- 영상편집: 정지영
- 타이틀 제작: 안나영(테라웍스)
- 성우: 윤미나, 전광주, 김필진, 이윤희, 이상헌
- 음악/음향 연출/사운드 디자인: 테라웍스
- 작사/작곡/편곡: 최종은, 임석무
- 노래: 김윤희
- 제작 협조: 경기대학교, 남서울대학교, 인덕대학교
- 프로듀서: 양선주
- 기획: MBC
- 제작: (주)매직영상

## 방영 목록

### 2009년
| 회차 | 방송일   | 부제                     |
| ---- | -------- | ------------------------ |
| 1화  | 3월 25일 | 옹이와 투투의 우정       |
| 1화  | 3월 25일 | 아쉬운 이별              |
| 2화  | 4월 1일  | 옹이와 샤코롱의 만남     |
| 2화  | 4월 1일  | 새로운 도전              |
| 3화  | 4월 8일  | 샤코롱이 위험해          |
| 3화  | 4월 8일  | 신기한 후레쉬 월드       |
| 4화  | 4월 15일 | 샤코롱 다시 태어나다     |
| 4화  | 4월 15일 | 투투가 그리워            |
| 5화  | 4월 22일 | 친구야 안녕              |
| 5화  | 4월 22일 | 함께 가는 길             |
| 6화  | 4월 29일 | 향기마을의 향기는 영원히 |
| 6화  | 4월 29일 | 씻는 건 행복해           |
| 7화  | 5월 6일  | 위험에 빠진 녹색마을     |
| 7화  | 5월 6일  | 또 다른 보물             |
| 8화  | 5월 13일 | 반가워 투투야            |
| 8화  | 5월 13일 | 새로운 도전              |
| 9화  | 5월 20일 | 빙돌아 힘내              |
| 9화  | 5월 20일 | 신기한 과일마을          |
| 10화 | 5월 27일 | 과일마을의 특별한 손님   |
| 10화 | 5월 27일 | 고마워 친구들아          |
| 11화 | 6월 3일  | 어둠은 싫어              |
| 11화 | 6월 3일  | 해바라기 친구들          |
| 12화 | 6월 10일 | 영원한 우정              |
| 12화 | 6월 10일 | 오아시스 마을에 희망을   |
| 13화 | 6월 17일 |                          |
| 13화 | 6월 17일 | 후레쉬 월드가 위험해     |
| 14화 | 6월 24일 | 샤코롱 후레쉬 월드로     |
| 14화 | 6월 24일 | 함께 있어서 행복해       |
| 15화 | 7월 1일  | 특별한 만찬              |
| 15화 | 7월 1일  | 우정은 변치 않아         |